# 经棚站
经棚站是一个集通线上的铁路车站，位于内蒙古自治区赤峰市克什克腾旗经棚镇，建于1995年，目前为内蒙古集通铁路（集团）有限责任公司大板车务段管辖的四等站，邮政编码为025350。目前客运：办理旅客乘降；行李、包裹托运；货运：办理整车货物发到。